# Instalacja dźwiękowa
Instalacja dźwiękowa (związana z zagadnieniem sound art i rzeźbą dźwiękową) jest formą sztuki opartą na intermediach i czasie. Jest to rozszerzenie instalacji artystycznej o element dźwiękowy, a co za tym idzie o element czasu. Główna różnica pomiędzy rzeźbą dźwiękową a instalacją dźwiękową polega na tym, że instalacja dźwiękowa jest skonstruowana w przestrzeni trójwymiarowej, a różne obiekty dźwiękowe (źródła dźwięku), są nie tylko wewnętrzną częścią dzieła, ale mogą być także zewnętrzne. Dzieło sztuki jest instalacją tylko wtedy, gdy tworzy "dialog" z otaczającą przestrzenią. Instalacje dźwiękowe są zazwyczaj nierozerwalnie związane z konkretnym miejscem (sztuka site-specific), ale w niektórych przypadkach mogą być zaadaptowane do innej przestrzeni. Mogą być wykonane w zamkniętej albo otwartej przestrzeni, a kontekst determinuje jej estetyczne postrzeganie. Różnicą między instalacją artystyczną a instalacją dźwiękową jest element czasu, który daje odbiorcy impuls do dłuższego obcowania z dziełem, z powodu potencjalnej ciekawości dot. rozwoju dźwięku. Czynnik czasowy daje widzom również pretekst, aby dokładnie zbadać przestrzeń ze względu na dyspozycje różnych dźwięków w przestrzeni.
Instalacje dźwiękowe czasami korzystają z interaktywnych technologii (komputery, czujniki, mechaniczne i kinetyczne urządzenia itp.), ale są również dzieła wyrażone wyłącznie poprzez źródła dźwięku umieszczone w różnych punktach przestrzeni (np. głośniki), albo akustyczne instrumenty muzyczne, takie jak: struny fortepianu, na których gra performer lub widzowie. (patrz Paul Panhuysen).

## Struktura dźwięku w instalacjach dźwiękowych
1. Najprostsza dźwiękowa forma to powtarzająca się dźwiękowa pętla. Forma najczęściej stosowana w ambient-art, gdzie dźwięk nie jest determinującym czynnikiem w dziele.
2. Najczęściej używana struktura dźwiękowa to forma otwarta – otwarta również dla odbiorcy, który odbiera dzieło niezależnie, w dowolnym momencie i przedziale czasowym – przez chwilę lub dłużej, co wymaga, aby artysta skonstruował dobrą strukturę sprawdzającą się w obu przypadkach.
3. Istnieje również opcja liniowej struktury dźwiękowej, gdzie dźwięk rozwija się dokładnie tak samo, jak w kompozycji muzycznej. W tym przypadku artysta ryzykuje, że widzowie nie pozostaną na cały okres trwania "utworu".

## Artyści tworzący instalacje dźwiękowe
- Laurie Anderson
- Brian Eno
- Peter Machajdík
- Bruce Nauman
- Alva Noto
- Nam June Paik
- Susan Philipsz
- Jean Tinguely
- Wolf Vostell
- La Monte Young

## Galeria

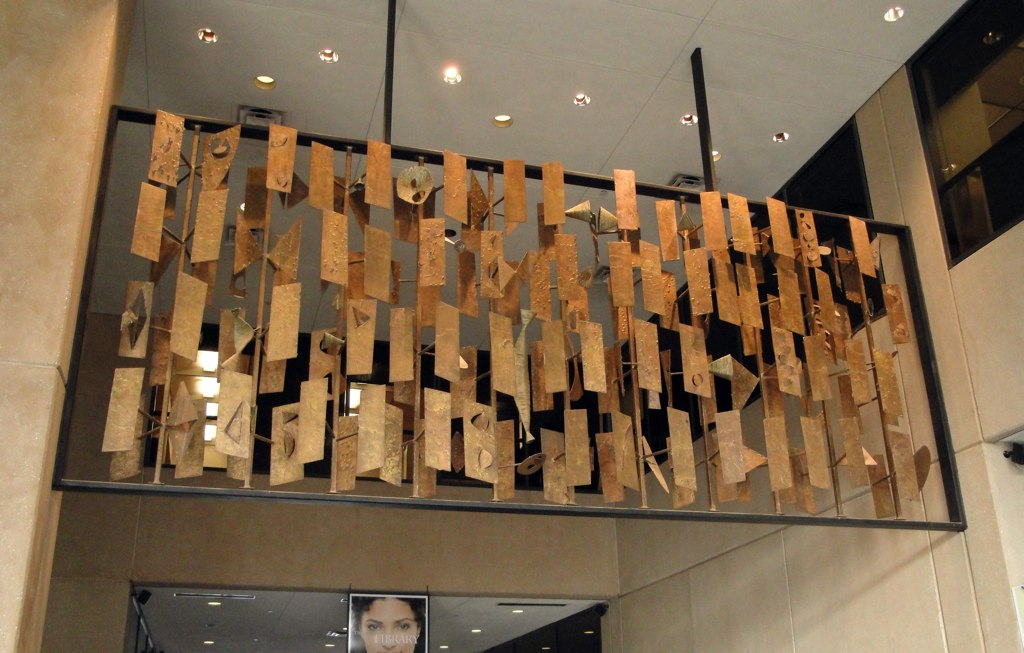
Harry Bertoia, Textured Screen, 1954
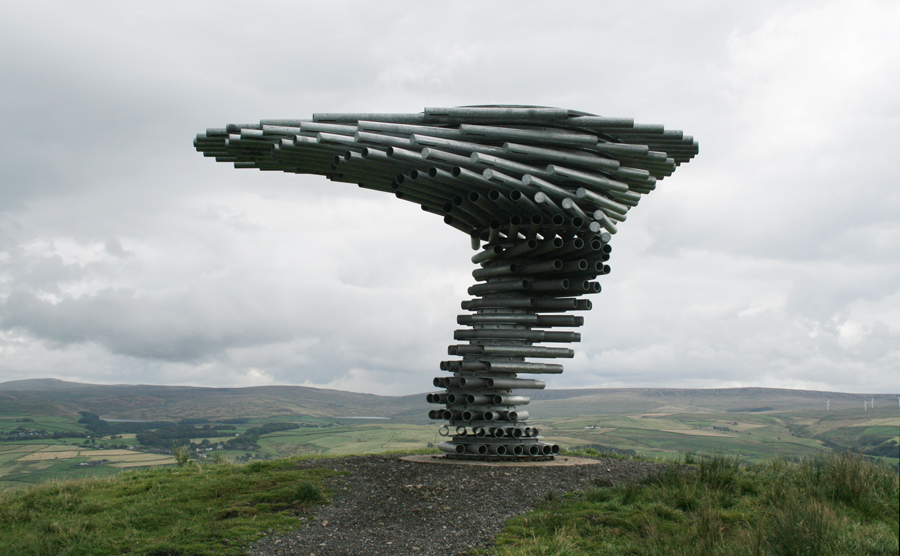
Panopticon: The Singing Ringing Tree
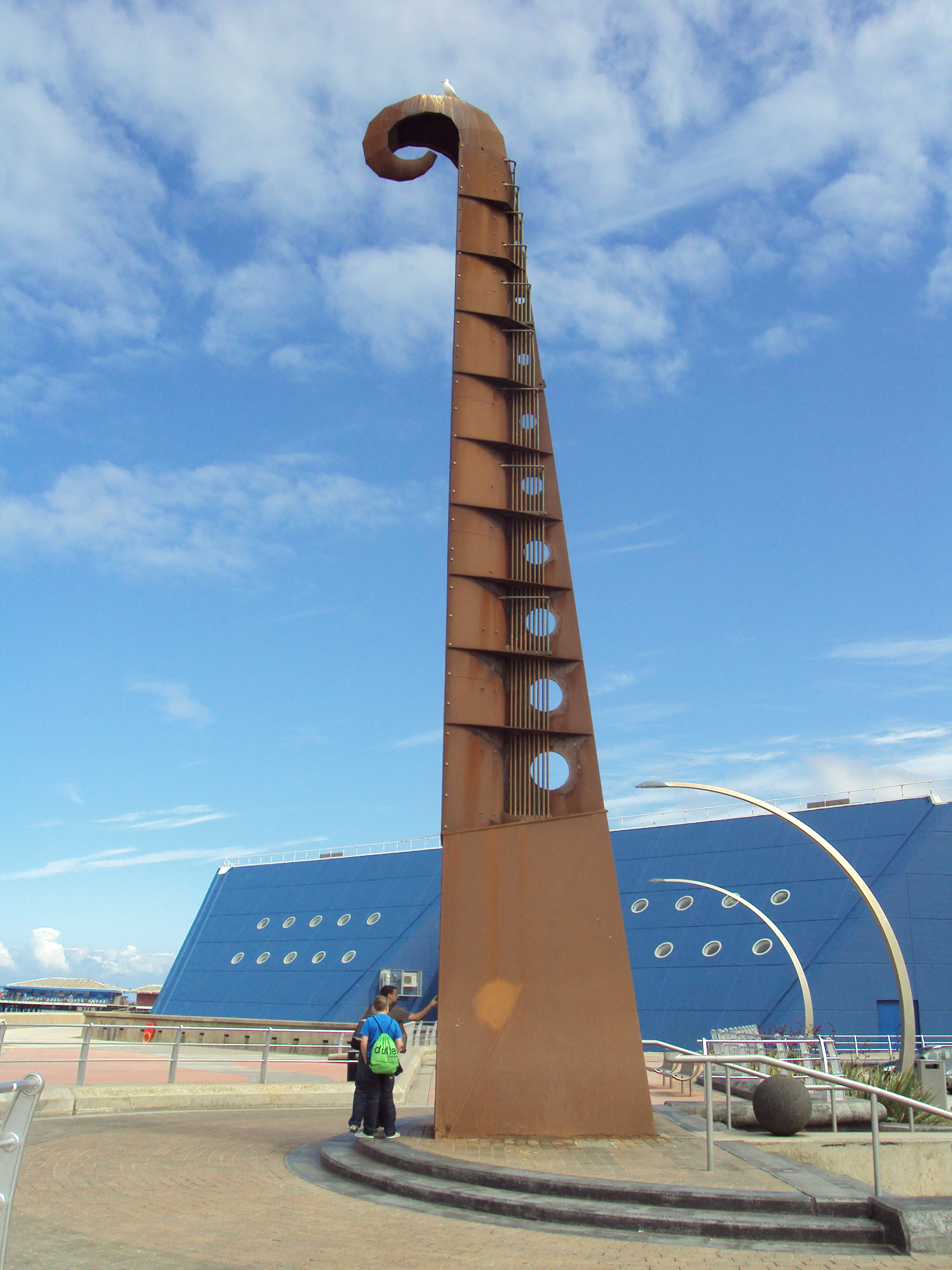
The Blackpool High Tide Organ
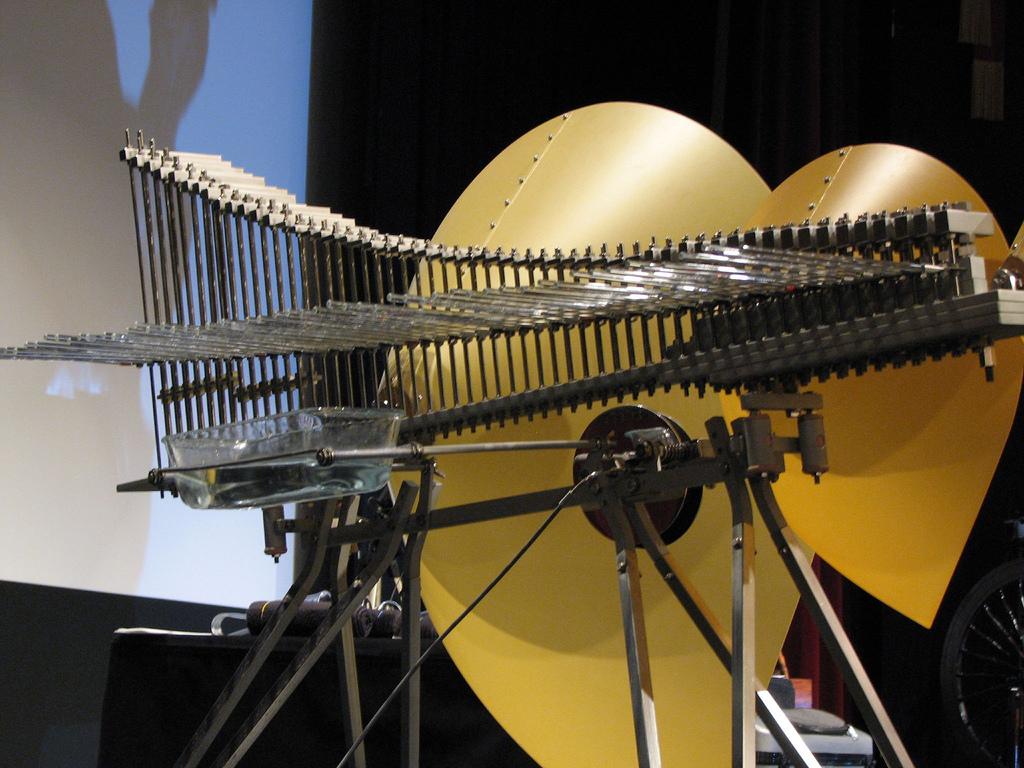
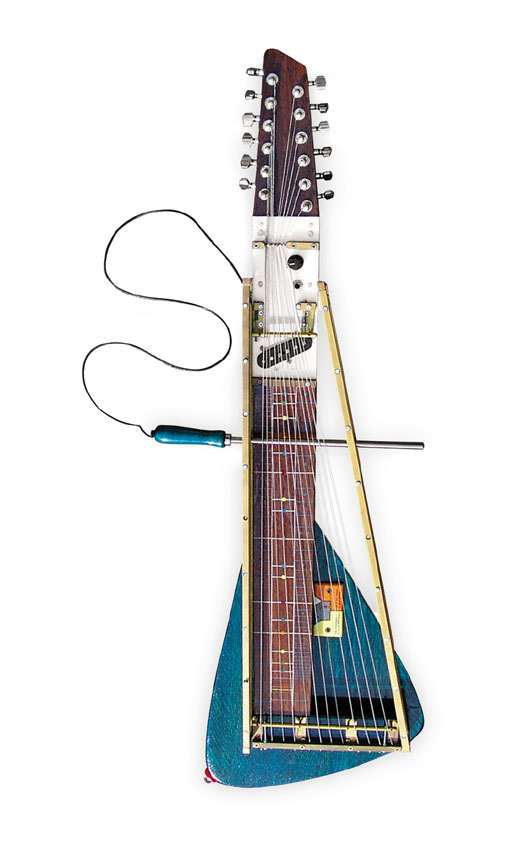
Yuri Landman, Moodswinger, 2006
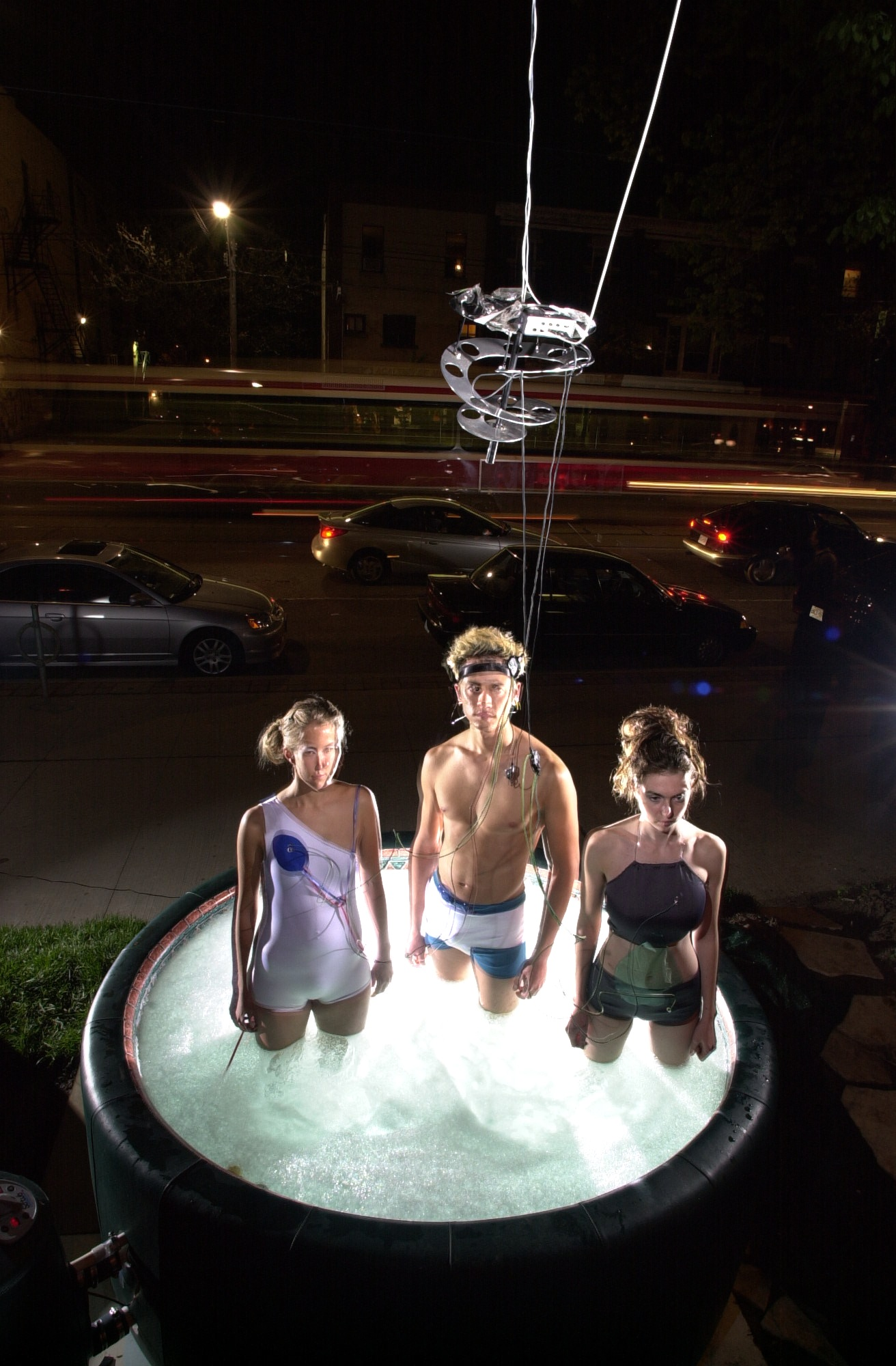
2 electrocardiophones & electroencephalophone
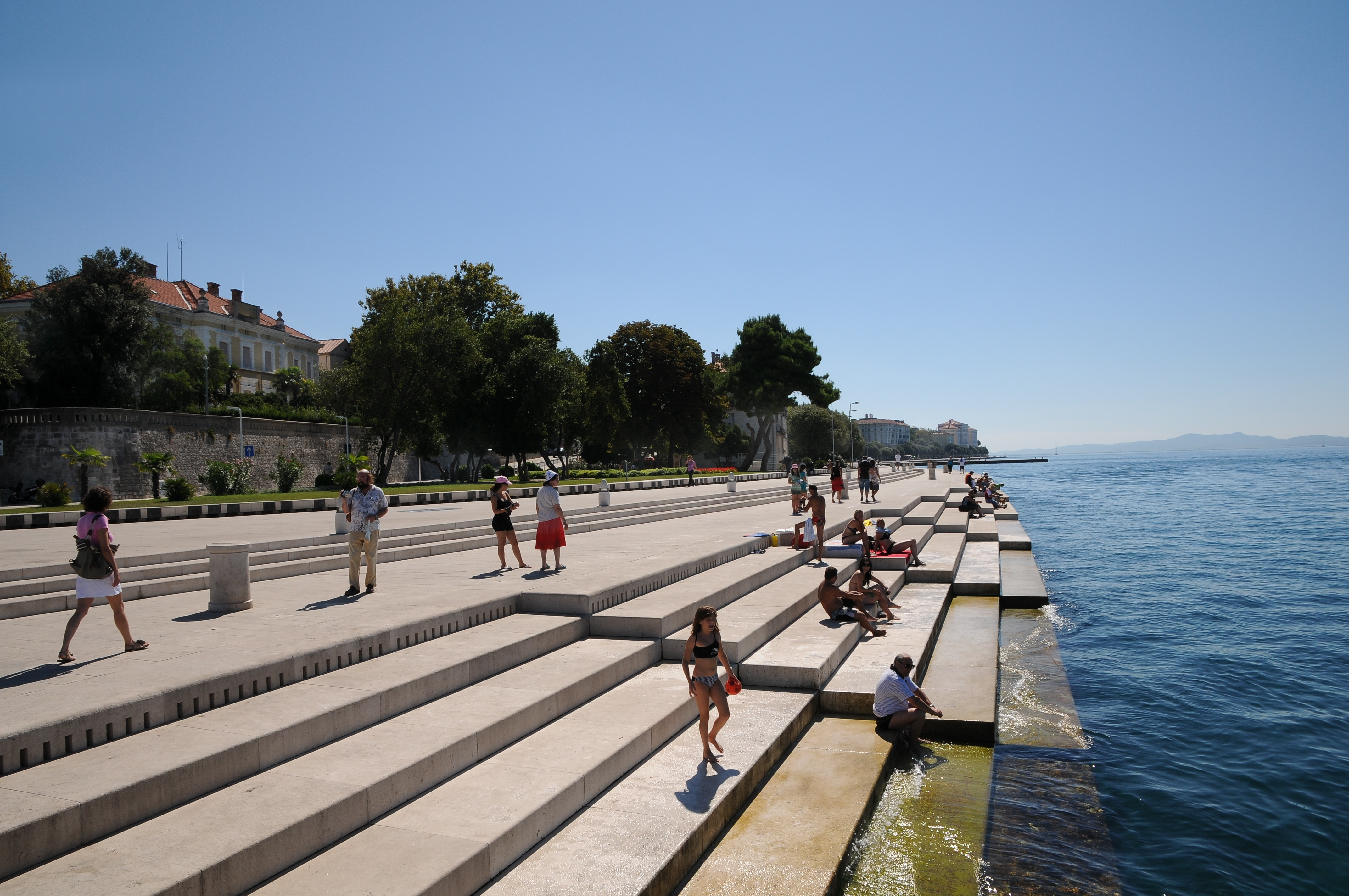
Bašić's sea organ
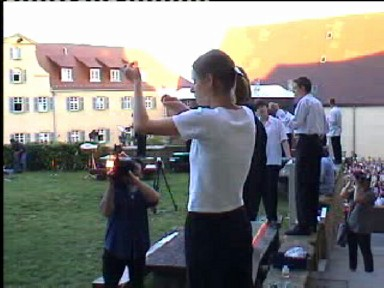
Schloss Kapfenburg besaitet...